# 淶水県
淶水県（らいすい-けん）は中華人民共和国河北省保定市に位置する県。

## 歴史
前漢により設置された遒県を前身とする。後漢の時代には遒侯国とされたが、三国時代になると魏により再び遒県と改称された。
580年（大象2年）に北周により廃止されたが、590年（開皇10年）に隋朝により永陽県として再び設置、598年（開皇18年）には淶水県と改称された。
1958年に廃止とされ、管轄区域は涿県及び易県に編入されたが、1962年に再び設置され現在に至る。

## 行政区画
- 鎮:淶水鎮、永陽鎮、義安鎮、石亭鎮、趙各荘鎮、九竜鎮、三坡鎮、一渡鎮、明義鎮、王村鎮、婁村鎮、東文山鎮
- 郷:其中口郷、竜門郷、胡家荘郷